# Protographium
Protographium es un género de mariposas de la familia Papilionidae.

## Descripción
Especie tipo por designación original Papilio leosthenes Doubleday, E, 1846.

## Diversidad
Existen 14 especies reconocidas en el género, 13 de ellas tienen distribución neotropical.

## Taxonomía y Sistemática
El género Protographium pertenece a la tribu Leptocircini de la subfamilia Papilioninae. Según un análisis filogenético reciente basado en dos genes mitocondriales y uno nuclear, Protographium estaría más cercanamente relacionado con el género Mimoides.
subgénero: Protographium
- Protographium leosthenes (Doubleday, 1846)

subgénero: Neographium Möhn, 2002
grupo de especies: philolaus
- Protographium philolaus (Boisduval, 1836)
- Protographium marcellus (Cramer, 1777)
- Protographium celadon (Lucas, 1852)
- Protographium marcellinus (Doubleday, [1845])
- Protographium zonaria (Butler, 1869)
- Protographium × oberthueri Rothschild & Jordan, 1906
- Protographium anaxilaus (C. & R. Felder, 1865)

sgrupo de especies: epidaus
- Protographium epidaus (Doubleday, 1846)

grupo de especies: agesilaus
- Protographium agesilaus (Guérin-Méneville & Percheron, 1835)

grupo de especies: Asiographium Möhn, 2002
- Protographium asius (Fabricius, 1781)

grupo de especies: Eurygraphium Möhn, 2002
grupo de especies: thyastes
- Protographium calliste (Bates, 1864)
- Protographium thyastes (Drury, 1782)

grupo de especies: leucaspis
- Protographium leucaspis (Godart, 1819)
- Protographium dioxippus (Hewitson, [1856])

## Plantas hospederas
Las especies del género Protographium se alimentan de plantas de las familias Rutaceae, Annonaceae, Magnoliaceae, Lauraceae. Las plantas hospederas reportadas incluyen los géneros Citrus, Melodorum, Annona, Asimina, Desmos, Magnolia, Oxandra, Rollinia, Sapranthus, Cinnamomum.